# Sphaeromorda
Sphaeromorda es un género de coleóptero de la familia Mordellidae.

## Especies
Las especies de este género son:
- Sphaeromorda abessinica Ermisch, 1968
- Sphaeromorda atterrima Ermisch, 1954
- Sphaeromorda caffra (Fahraeus, 1870)
- Sphaeromorda magnithorax Franciscolo, 1965
- Sphaeromorda natalensis Franciscolo, 1950
- Sphaeromorda nummata Pankow, 1974
- Sphaeromorda velutinoides Franciscolo, 1965